# Retrato em tamanho natural de Santos Dumont
Retrato em tamanho natural de Santos Dumont é uma fotopintura de 1904, de autoria do fotógrafo Giovanni Sarracino. Possui dimensões de 197 centímetros de altura por 75,50 centímetros de largura e é emoldurada por uma estrutura de madeira.

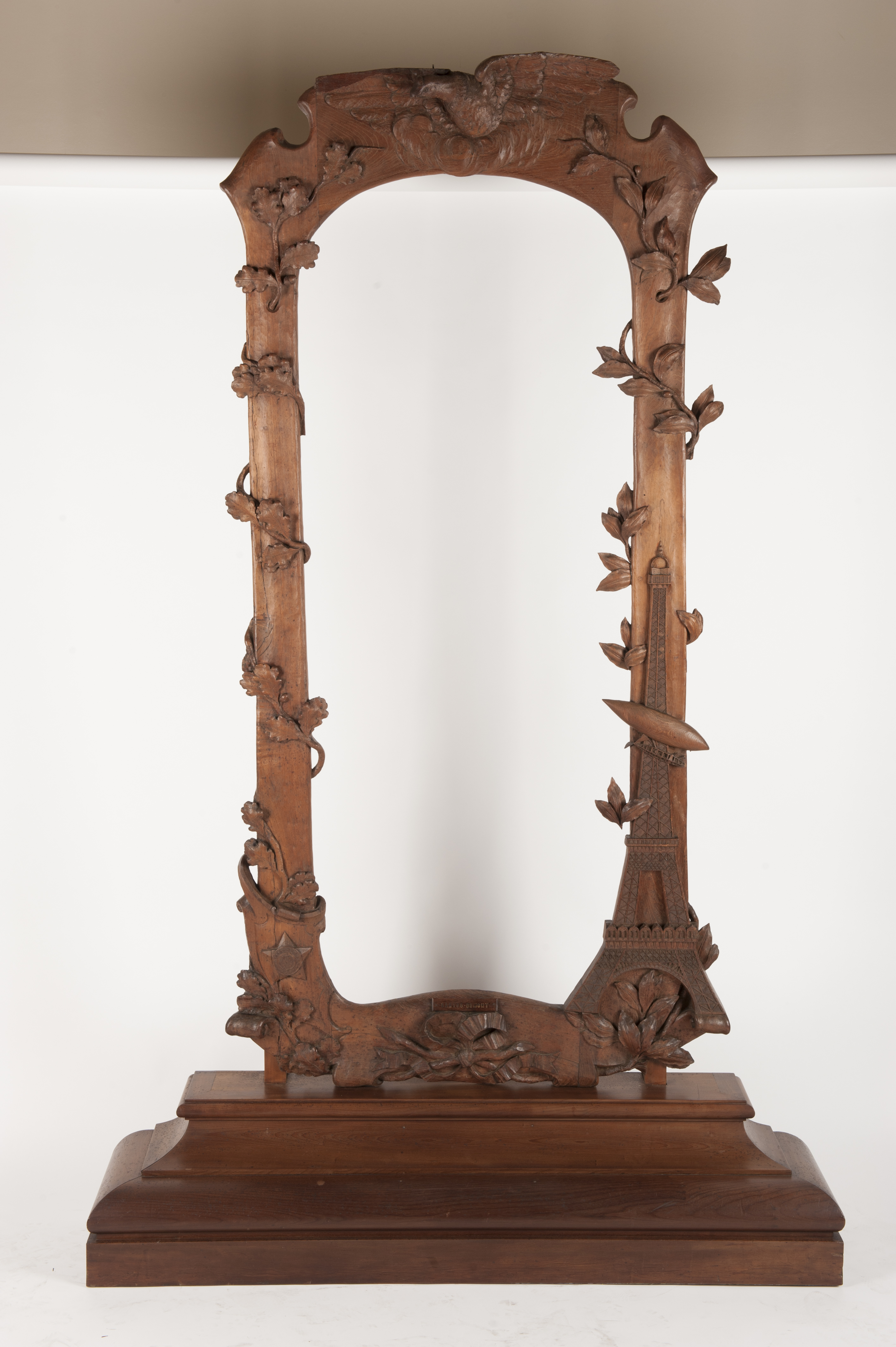
Moldura em madeira que integra o Retrato em tamanho natural de Santos Dumont

A fotopintura é caracterizada pela ampliação em tamanho natural em gelatina e pelos traços finos utilizados nos retoques, demarcando atributos da expressão e fisionomia de Santos Dumont, além da pintura que provê sombreamento e dá a impressão de volume em determinadas partes da fotografia. O processo fotográfico da obra é constituído de três camadas: o papel, a barita e a emulsão fotográfica em gelatina como meio ligante.
A obra é composta pela fotopintura e pela moldura com ornamentos em madeira. 
Dentre os elementos esculpidos em relevo na moldura, consta um condor, pássaro que demarca a origem sul-americana do inventor, em posição de voo sobre uma nuvem na parte superior. Nas laterais, um ramo de carvalho sobe ao lado esquerda do observador, simbolizando força e, ao lado direito, um ramo de loureiro, simbolizando a vitória, sendo que ambos se unem na parte inferior da moldura por um laço de fita. A estrela do brasão de armas da República do Brasil aparece no canto inferior esquerdo e no canto inferior direito, há a imagem da Torre Eiffel, sublinhando a volta que Santos Dumont deu com um dirigível sobre a torre em Paris, em 1901. Acima do laço formado pelos ramos de carvalho e de loureiro, há uma placa, provavelmente fixada após a entrega da peça, com a inscrição "SANTOS-DUMONT".
A obra integra a Coleção Santos Dumont, sob guarda do Museu do Ipiranga, também conhecido como Museu Paulista, na cidade de São Paulo. Faz parte de um conjunto de 1670 documentos que pertenceram a Santos Dumont ou que foram produzidos em sua homenagem em 1936, doados ao Museu do Ipiranga sob gestão de Affonso Taunay pelos herdeiros do inventor, Arnaldo e Jorge Dumont Villares. Tanto o mobiliário expositivo da sala quanto da moldura da fotopintura foram encomendadas ao Liceu de Artes e Ofícios de São Paulo, a cargo da família do inventor.
A fotopintura integrou a exposição estadual preparatória para a exposição Luisiana Purchase Exposition, nos EUA, em 1904, na qual ganhou medalha de bronze no grupo de artes liberais. A obra permaneceu na Sala Santos Dumont no Museu Paulista por mais de seis décadas e integrou a exposição no mesmo edifício em 1994 intitulada "Todo Chapéu Possui uma Cabeça".
No final dos anos 1990, passou por processo de restauração. Devido ao longo tempo em exposição sem as devidas proteções contra poluentes atmosféricos e sujeita à luz em níveis inadequados, a fotopintura estava danificada e com sua coloração original alterada. Por conta de alternâncias na umidade e temperatura, a madeira da moldura, em seus processos de dilatação e retração, também estavam danificadas e prejudicaram a preservação da imagem que sustentam. A equipe do Museu Paulista adotou técnicas específicas para a restauração da fotopintura e da peça.

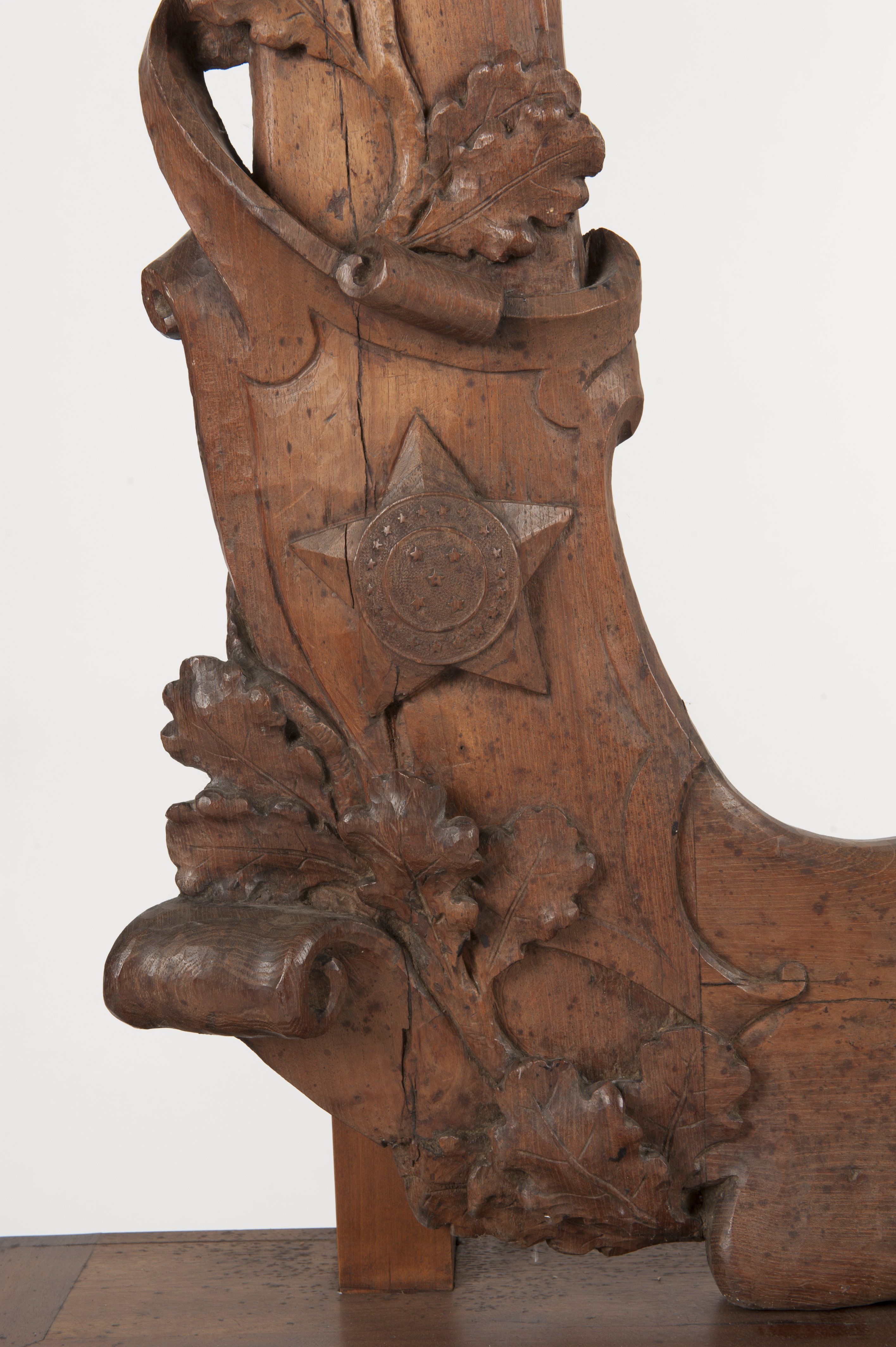
Brasão de Armas do Brasil
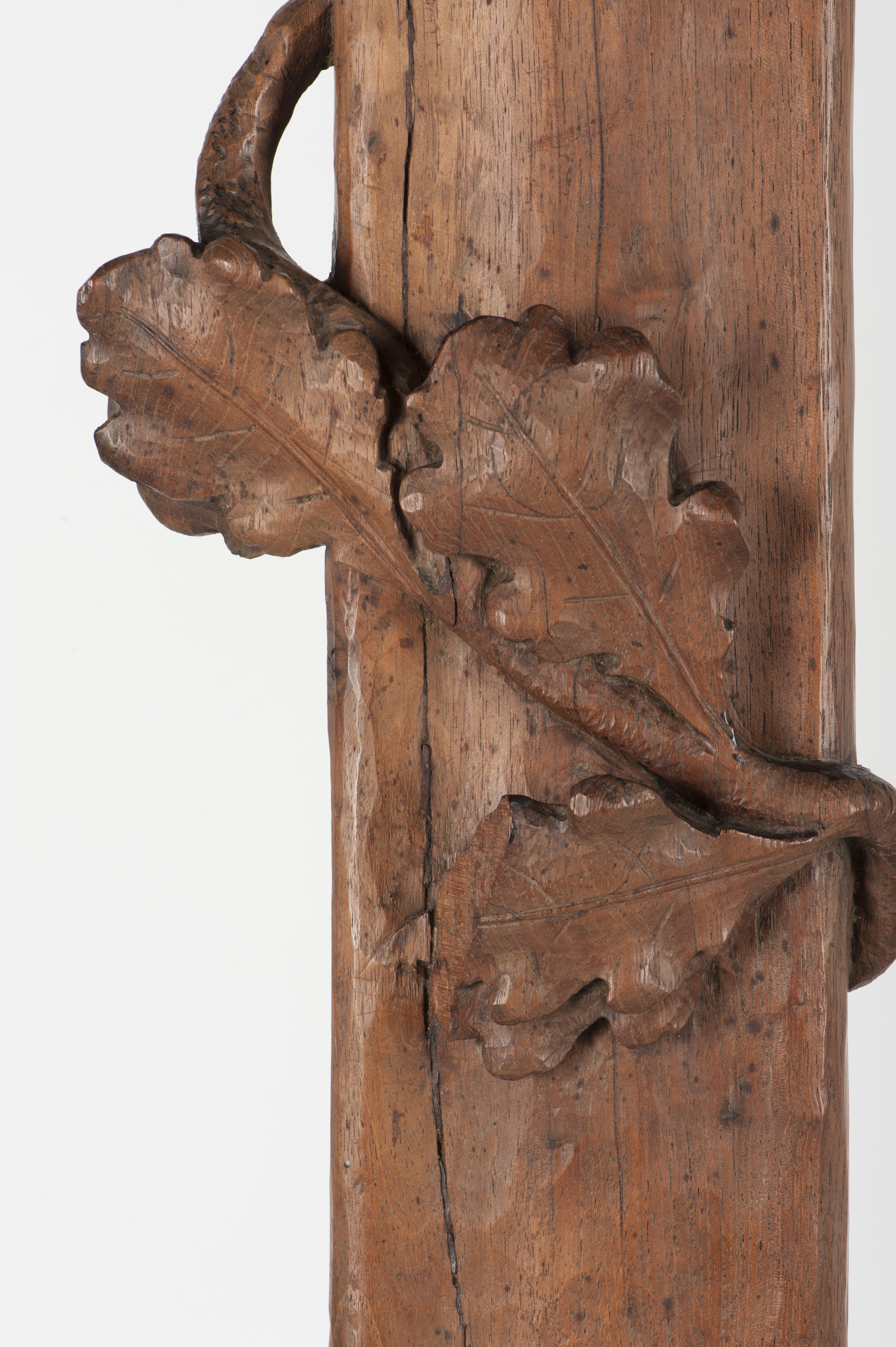
Detalhe do ramo de carvalho
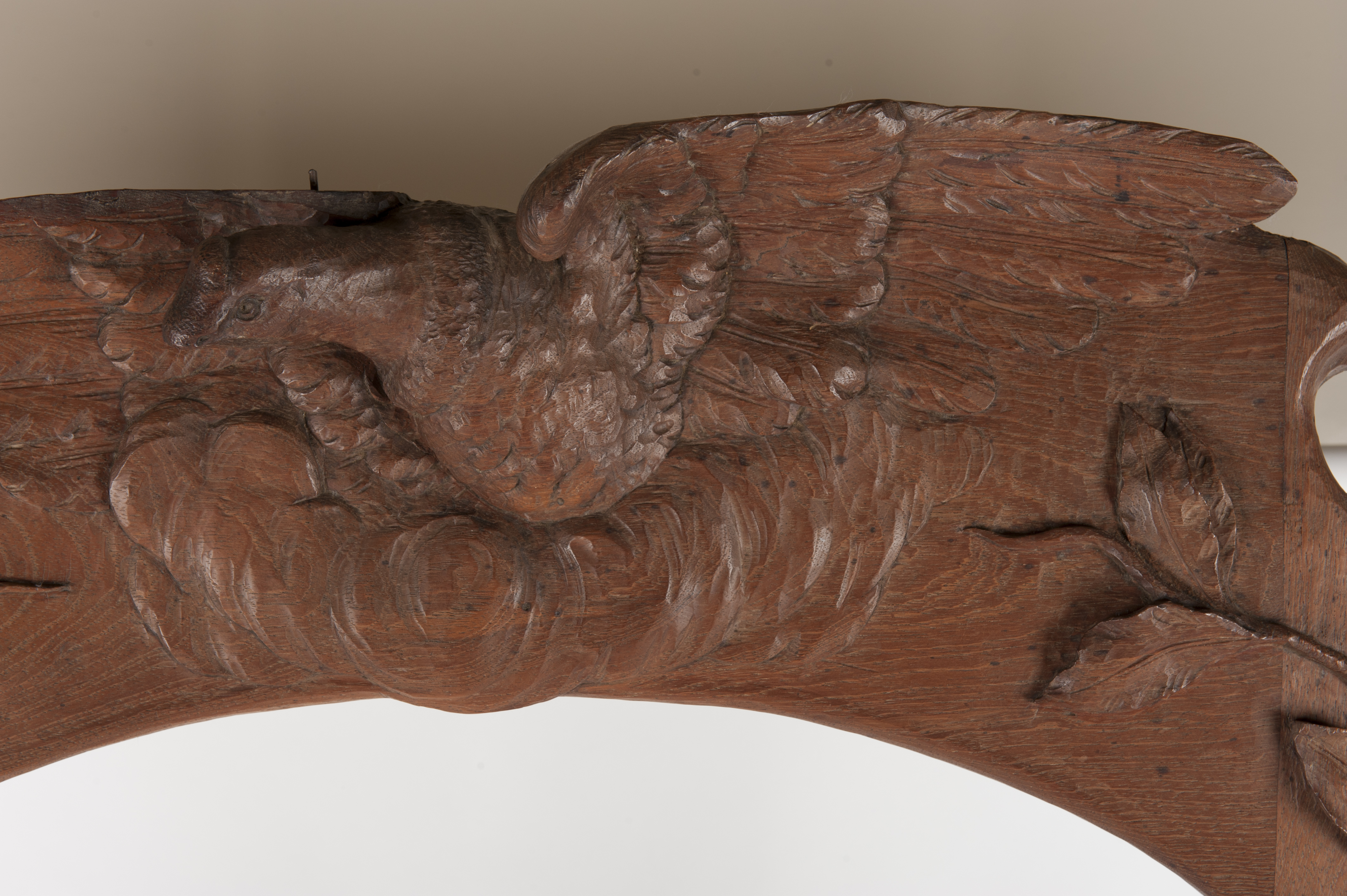
Condor sobre nuvem, na parte superior da moldura
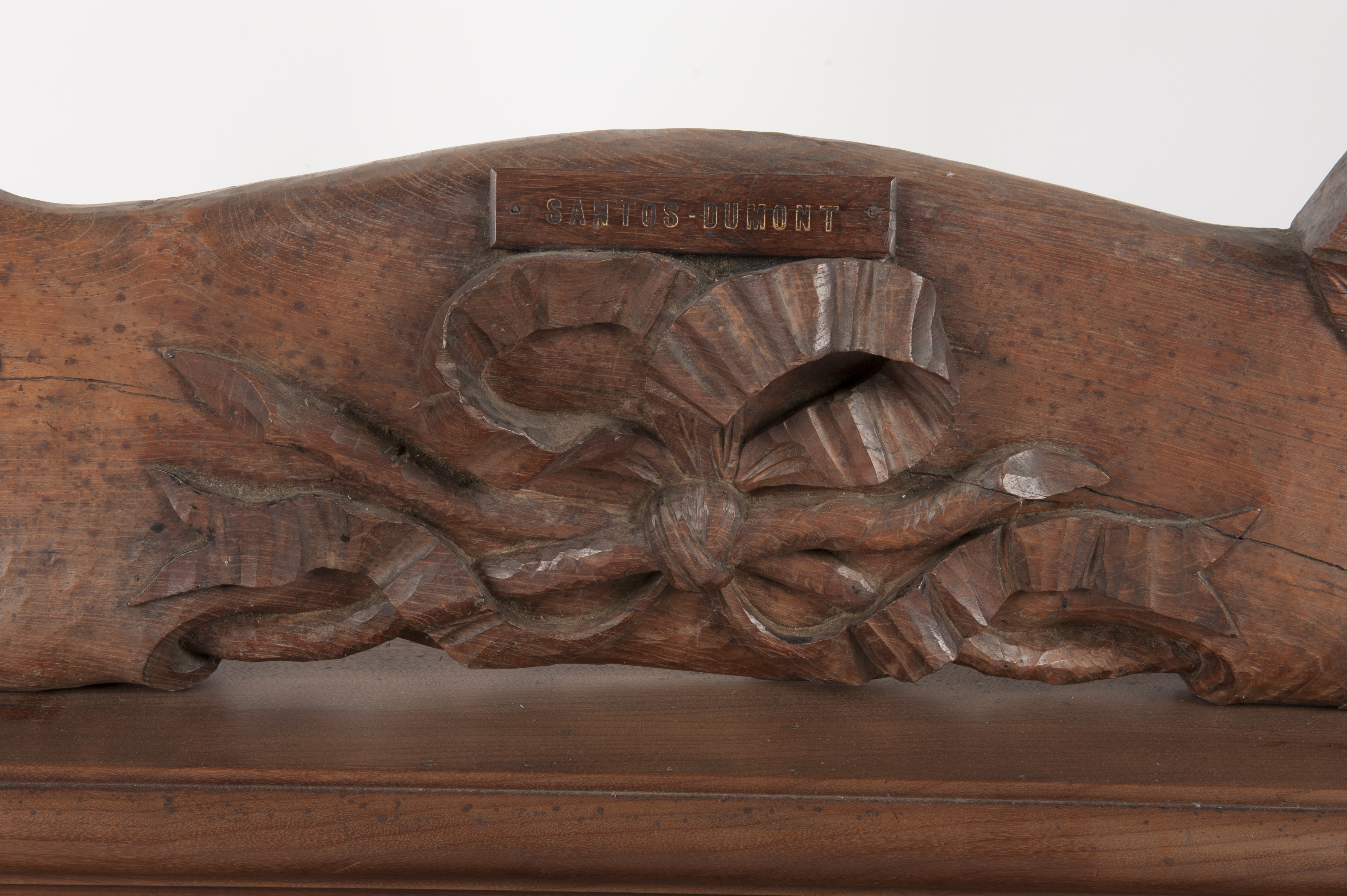
Laço unindo os ramos de carvalho e de loureiro, na parte inferior da moldura
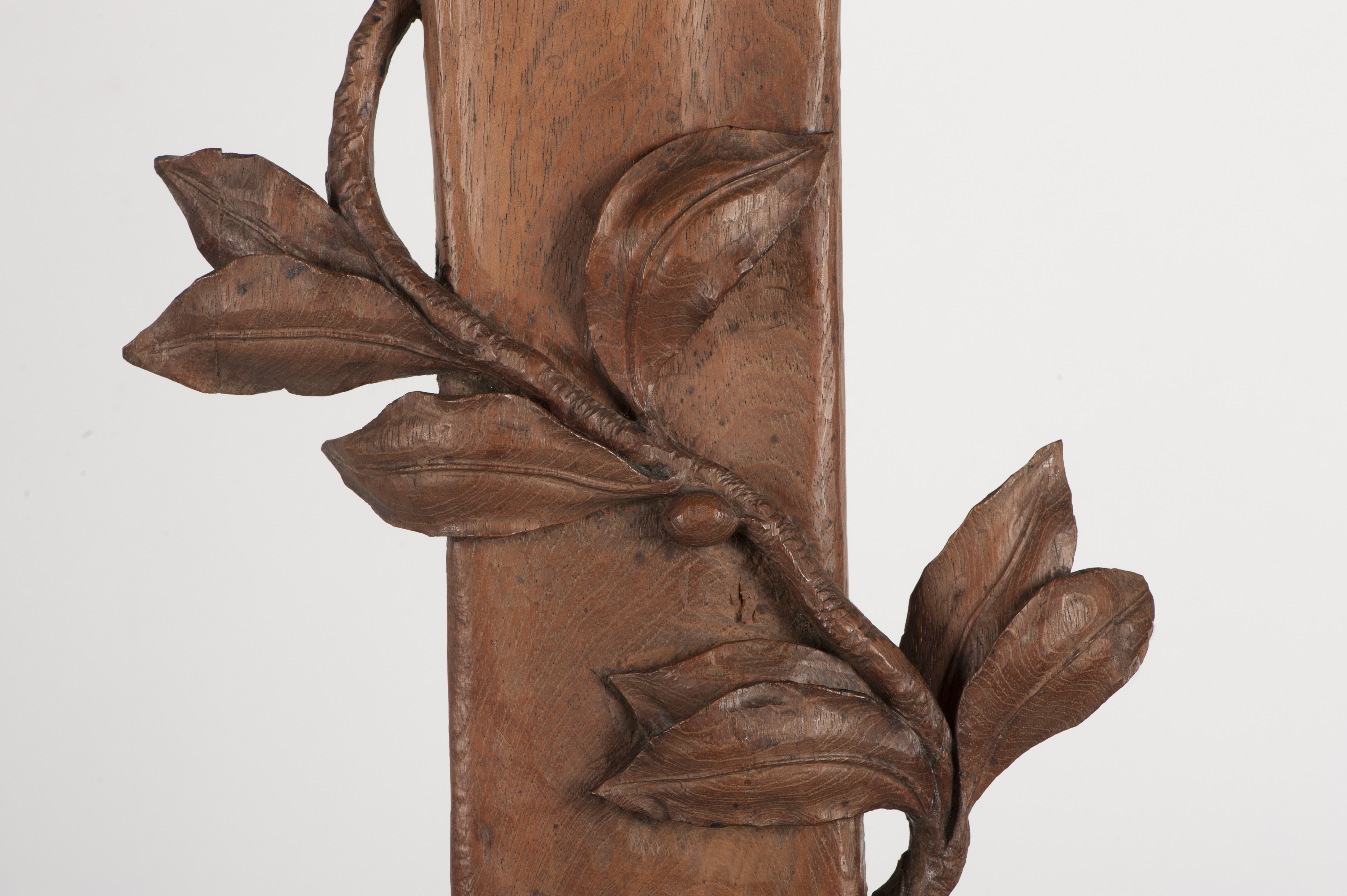
Detalhe do ramo de loureiro
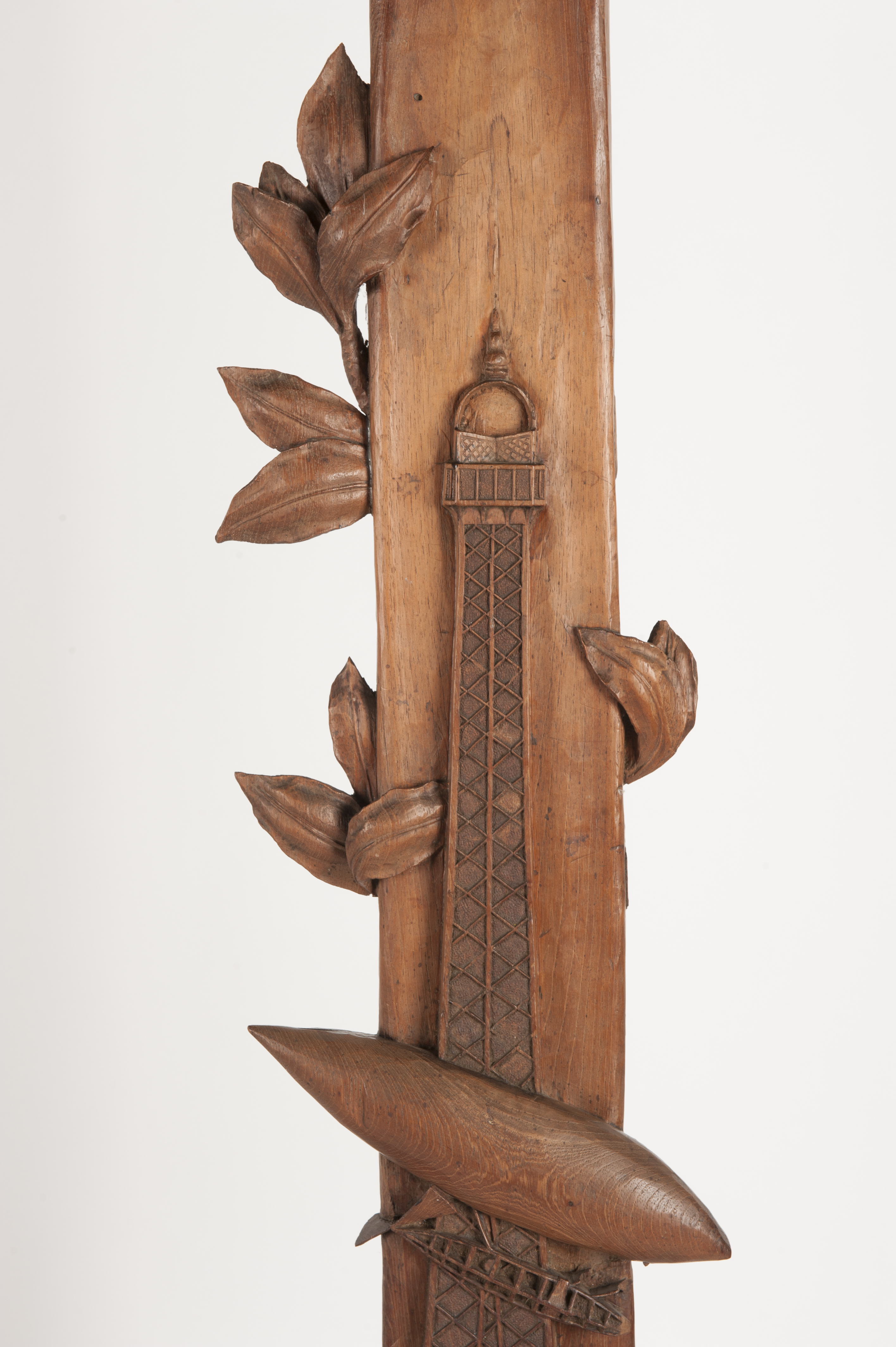
Dirigível circundando a Torre Eiffel